# 1985年國家領導人列表
下表列出1985年各国的国家元首、政府首脑和最高领导人，包括作为社会主义国家中党和国家最高领导人的执政党领袖。

## 非洲
- 扎伊爾
  - 總統：蒙博托·塞塞·塞科（1965年－1997年）

## 亞洲
- 阿富汗
  - 總書記：巴布拉克·卡爾邁勒（1979年－1986年）
  - 總理：蘇丹·阿里·基什特曼德（1981年－1988年）
- 孟加拉
  - 總統：海珊·穆罕默德·艾爾沙德（1983年－1990年）
  - 總理：阿塔爾·拉赫曼·汗（1984年－1986年）
- 汶萊
  - 蘇丹兼首相：哈桑納爾·博爾基亞（蘇丹：1967年－現今；首相：1984年－現今）
- 柬埔寨
  - 人民革命委員會主席：韓桑林（1981年－1992年）
  - 總理：洪森（1985年－1993年）
  - 人民革命黨總書記：韓桑林（1981年－1991年）
- 中華人民共和國
  - 中共中央總書記：胡耀邦（1980年－1987年）
  - 中共中央軍委主席：鄧小平（1981年－1989年）
  - 國家主席：李先念（1983年－1988年）
  - 國務院總理：趙紫陽（1980年－1987年）
- 中華民國
  - 總統：蔣經國（1978年－1988年）
  - 行政院長：俞國華（1984年－1989年）
- 印度
  - 總統：宰爾·辛格（1982年－1987年）
  - 總理：拉吉夫·甘地（1984年－1989年）
- 印尼
  - 總統：蘇哈托（1967年－1998年）
- 日本
  - 天皇：昭和天皇（1926年－1989年）
  - 內閣總理大臣：中曾根康弘（1982年－1987年）
- 大韓民國
  - 總統：全斗煥（1980年－1988年）
  - 國務總理：
    1. 陳懿鍾（1983年－1985年）
    2. 盧信永（1985年－1987年）
- 朝鮮民主主義人民共和國
  - 朝鮮勞動黨總書記：金日成
  - 國家主席：金日成
- 馬來西亞
  - 最高元首：蘇丹馬末·依斯干達（1984年－1989年）
  - 首相：马哈迪·莫哈末（1981年－2003年）
- 馬爾代夫
  - 總統：穆蒙·阿卜杜勒·加堯姆（1978年－2008年）
- 蒙古
  - 總書記：姜巴·巴特蒙赫（1984年－1990年）
  - 總理：杜馬·索德諾姆（1984年－1990年）
- 尼泊爾
  - 國王：比蘭德拉（1972年－2001年）
  - 首相：洛肯德拉·巴哈杜爾·昌德（1983年－1986年）
- 巴基斯坦
  - 總統：穆罕默德·齊亞·哈克（1978年－1988年）
  - 總理：
    1. 穆罕默德·齊亞·哈克（1977年－1985年）
    2. 穆罕默德·汗·居內久（1985年－1988年）
- 菲律賓
  - 總統：費迪南德·馬科斯（1965年－1986年）
- 新加坡
  - 總統：
    1. 蒂凡那（1981年－1985年）
    2. 黃金輝（1985年－1993年）

  - 總理：李光耀（1959年－1990年）

## 歐洲
- 丹麥
  - 女王：瑪格麗特二世（1972年－）
  - 首相：保羅·施呂特（1982年－1993年）
- 芬蘭
  - 總統：毛諾·科伊維斯托（1982年－1994年）
  - 總理：卡萊維·索爾薩（1982年－1987年）
- 法國
  - 總統：弗朗索瓦·密特朗（1981年－1995年）
  - 總理：洛朗·法比尤斯（1984年－1986年）
- 聯邦德國（西德）
  - 總統：里夏德·馮·魏茨澤克（1984年－1994年）
  - 聯邦總理：赫爾穆特·科爾（1982年－1998年）
- 民主德國（東德）
  - 國務委員會主席：埃里希·昂納克（1976年－1989年）
  - 部長會議主席：維利·斯多夫（1976年－1989年）
- 希臘
  - 總統：
    1. 康斯坦蒂诺斯·卡拉曼利斯（1980年－1985年）
    2. 伊奧安尼斯·阿萊夫拉斯（署任，1985年）
    3. 赫里斯托斯·薩采塔基斯（1985年－1990年）

  - 總理：安德烈亞斯·帕潘德里歐（1981年－1989年）
- 匈牙利
  - 中央第一書記：卡達爾·亞諾什（1956年－1988年）
  - 人民共和國主席團主席：洛松齊·帕爾（1967年－1987年）
  - 部長會議主席（總理）：拉扎爾·捷爾吉（1975年－1987年）
- 冰島
  - 總統：維格迪絲·芬博阿多蒂爾（1980年－1996年）
  - 總理：斯坦格里姆·赫爾曼松（1983年－1987年）
- 愛爾蘭
  - 總統：帕特里克·希勒里（1976年－1990年）
  - 總理：加勒特·菲茨傑拉德（1982年－1987年）
- 意大利
  - 總統：
    1. 亞歷山德羅·佩爾蒂尼（1978年－1985年）
    2. 弗朗切斯科·科西加（1985年－1992年）

  - 總理：貝蒂諾·克拉克西（1983年－1987年）
- 列支敦士登
  - 大公：弗朗茨·約瑟夫二世（1938年－1989年）
  - 首相：漢斯·布律納爾（1978年－1993年）
- 盧森堡
  - 大公：讓（1964年－2000年）
  - 首相：雅克·桑特（1984年－1995年）
- 馬耳他
  - 總統：阿加莎·芭芭拉（1982年－1987年）
  - 總理：卡爾梅努·米夫蘇德·邦尼奇（1984年－1987年）
- 摩納哥
  - 親王：蘭尼埃三世（1949年－2005年）
  - 首相：
    1. Jean Herly（1981年－1985年）
    2. Jean Ausseil（1985年－1991年）
- 荷蘭
  - 女王：貝婭特麗克絲（1980年－2013年）
  - 首相：呂德·呂貝爾斯（1982年－1994年）
- 挪威
  - 國王：奧拉夫五世（1957年－1991年）
  - 首相：卡雷·維洛赫（1981年－1986年）
- 波蘭
  - 國務委員會主席：
    1. 亨利克·雅布翁斯基（1972年－1985年）
    2. 沃伊切赫·雅魯澤爾斯基（1985年－1990年）

  - 部長會議主席：
    1. 沃伊切赫·雅魯澤爾斯基（1981年－1985年）
    2. 茲比格涅夫·梅斯內爾（1985年－1988年）
- 葡萄牙
  - 總統：（1976年－1986年）
  - 總理：
    1. 馬里奧·蘇亞雷斯（1983年－1985年）
    2. 阿尼巴尔·卡瓦科·席尔瓦（1985年－1995年）
- 羅馬尼亞
  - 共產黨總書記：尼古拉·壽西斯古（1965年－1989年）
  - 總統：尼古拉·壽西斯古（1974年－1989年）
  - 總理：康斯坦丁·德斯克列斯庫（1982年－1989年）
- 聖馬力諾
  - 執政官：
    1. 馬里諾·博利尼和朱塞佩·阿米奇（1984年－1985年）
    2. 恩佐·科隆比尼和西維爾諾·圖拉（1985年）
    3. 皮埃爾·保羅·加斯佩羅尼和烏瓦爾多·比奧爾蒂（1985年－1986年）
- 蘇聯
  - 蘇共中央總書記：
    1. 康斯坦丁·乌斯季诺维奇·契尔年科（1984年－1985年）
    2. （1985年－1991年）

  - 最高蘇維埃主席團主席：
    1. 康斯坦丁·乌斯季诺维奇·契尔年科（1984年－1985年）
    2. 瓦西里·库兹涅佐夫（署理，1985年）
    3. 安德烈·葛罗米科（1985年－1988年）
- 西班牙
  - 國王：胡安·卡洛斯一世（1975年－）
  - 首相：費利佩·岡薩雷斯（1982年–1996年）
- 瑞典
  - 國王：卡爾十六世·古斯塔夫（1973年－）
  - 首相：奧洛夫·帕爾梅（1982年–1986年）
- 英國
  - 君主：伊利沙伯二世（1952年－）
  - 首相：戴卓爾夫人（1979年－1990年）
- 梵蒂岡
  - 教宗：若望·保祿二世（1978年－2005年）
  - 委員會主席：塞巴斯蒂亞諾·巴喬（1984年－1990年）
  - 宗座
    - 國務樞機卿：阿戈斯蒂諾·卡薩羅利（1979年－1990年）
- 南斯拉夫
  - 中央委員會主席團主席：
    1. 阿利·舒克里亞（1984年－1985年）
    2. 維多耶·扎爾科維奇（1985年－1986年）

  - 聯邦共和國主席團主席：
    1. 韋塞林·久拉諾維奇（1984年－1985年）
    2. 拉多萬·弗拉伊科維奇（1985年－1986年）

  - 聯邦執行委員會主席（總理）：米爾卡·普拉寧茨（1982年－1986年）

## 中東
- 以色列
  - 總統：Chaim Herzog（1983年－1993年）
  - 總理：希蒙·佩雷斯（1984年－1986年）
- 沙地阿拉伯
  - 國王：法赫德（1982年－2005年）
  - 首相：法赫德（1982年－2005年）

## 北美洲
- 加拿大
  - 君主：伊利沙伯二世（1952年－）
  - 總督：让娜·索韦（1984年－1990年）
  - 總理：马丁·布赖恩·马尔罗尼（1984年－1993年）
- 古巴
  - 古共中央第一書記：菲德尔·卡斯特罗（1965年－2011年）
  - 國務委員會主席：菲德尔·卡斯特罗（1976年－2008年）
  - 部長會議主席：菲德尔·卡斯特罗（1976年－2008年）
- 墨西哥
  - 總統：米格尔·德拉马德里（1982年－1988年）
- 美國
  - 總統：罗纳德·里根（1981年－1989年）

## 大洋洲
- 澳洲
  - 君主：伊麗莎白二世（1952年－現今）
  - 總督：尼尼安·斯蒂芬（1982年－1989年）
  - 總理：鮑勃·霍克（1983年－1991年）
- 新西蘭
  - 君主：伊麗莎白二世（1952年－現今）
  - 總督：
    1. 戴维·贝蒂（1980年－1985年）
    2. 保羅·里夫斯（1985年－1990年）

  - 總理：戴維·朗伊（1984年－1989年）

## 南美洲
- 阿根廷
  - 總統：劳尔·阿方辛（1983年－1989年）
- 智利
  - 總統：奥古斯托·皮诺切特（1974年－1990年）
- 巴拉圭
  - 總統：阿尔弗雷多·斯特罗斯纳（1954年－1989年）
- 委內瑞拉
  - 總統：海梅·盧辛奇（1984年－1989年）